# Después del funeral
Después del funeral (título original en inglés: After the Funeral) es una novela de ficción detectivesca de la escritora británica Agatha Christie, publicada originalmente en Estados Unidos en marzo de 1953 bajo el título Funerals are Fatal y en el Reino Unido el 18 de mayo del mismo año bajo el título original.

## Argumento
La familia del rico industrial Richard Abernethie está reunida después de su funeral, cuando su hermana Cora, que siempre tuvo por hábito hacer comentarios impertinentes, dice que Richard fue asesinado.
El día siguiente ella misma es brutalmente asesinada en su casa. Al parecer el posible asesino de Richard se sintió amenazado.
El abogado de la familia Abernethie, Entwhistle, llama a su amigo Hércules Poirot para ayudar a aclarar esta compleja trama: ¿Richard fue realmente asesinado? ¿Cora sabía algo sobre este hecho? ¿Quién podía dar información sobre el tema ahora con Cora muerta? ¿Quién podría haber asesinado a Cora, ya que ninguno de sus parientes tenía una coartada coherente?